# کراکز
کراکز (به انگلیسی: Cracks) یک فیلم درام مهیج مستقل به کارگردانی جردن اسکات و نویسندگی بن کورت، کرولاین آی‌پی و جردن اسکات است که بر اساس رمانی به همین نام نوشته شیلا کوهلر ساخته شده است. در این فیلم بازیگرانی همچون اوا گرین، جونو تمپل، ماریا والورده و ایموجن پوتس ایفای نقش می‌کنند. این فیلم در ۴ دسامبر ۲۰۰۹ در انگلستان و ایرلند به نمایش درآمد و سپس توسط آی‌اف‌سی فیلمز در ۱۸ مارس ۲۰۱۱ در ایالات متحده اکران شد.
در این فیلم هیچ شخصیت مردی بازی نکرده است و تمام بازیگران زن هستند.